# Tapir malaiez
Tapirul malaiez (Tapirus indicus), numit de asemenea și tapir asiatic, tapir indian, tapir vărgat sau tapir dungat malayezian, este cea mai mare dintre cele patru specii de tapir recunoscute și singurul nativ Asiei. Numele științific indicus se referă la Indiile de Est, habitatul natural al speciei. În limba malaieză, tapirul este numit de obicei cipan, tenuk sau badak tampung.

## Descriere
Animalul este ușor de identificat după petele sale, în special pata de culoare deschisă care se întinde de la umeri până la fund. Restul părului este negru, cu excepția ciufurilor de pe urechi, care, similar cu celelate specii de tapir, sunt albe. Acest model este folosit pentru camuflaj, deoarece această coloratură scade probabilitatea ca animalul să fie recunoscut drept tapir. Ar putea fi ușor confundat cu o piatră mare, în loc de pradă, atunci când doarme.

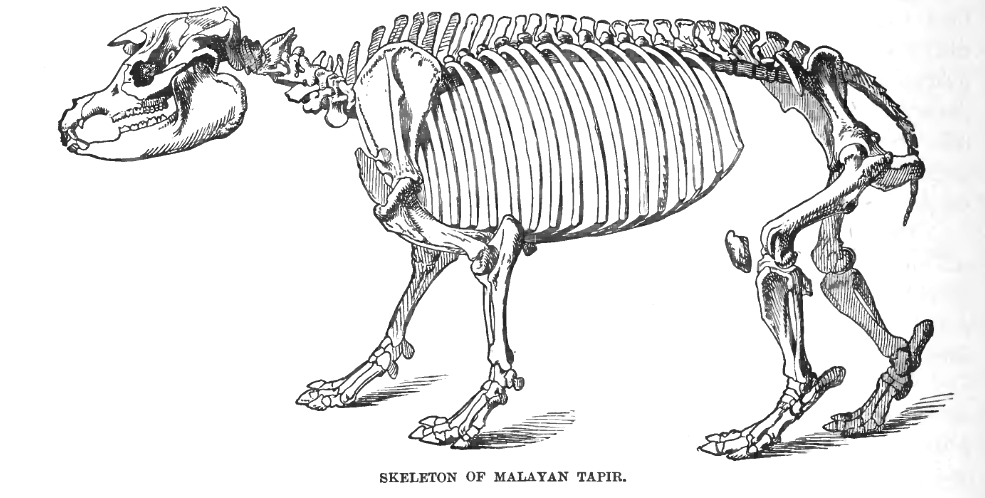
Schelet

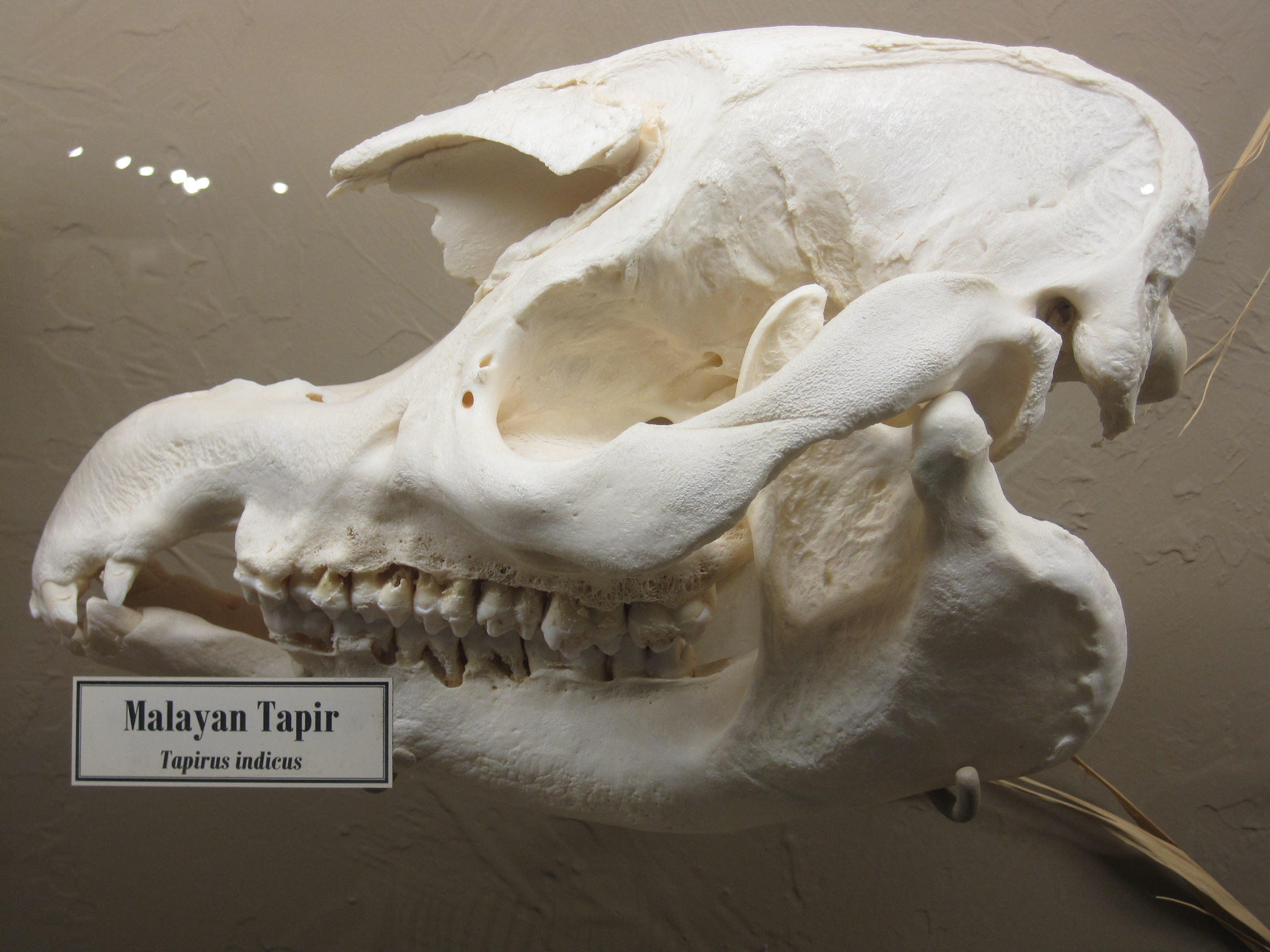
Fotografie a unui craniu de tapir asiatic expus la Muzeul de Osteologie

Tapirii asiatici cresc până la între 1,8 și 2,5 metri lungime, fără coada de încă 5–10 cm lungime, și ajung până la 90–110 cm înălțime. Cântăresc între 250–320 kg, deși unii adulți pot cântări până la 540 kg. Femelele sunt de obicei mai mari decât masculii. Ca și la celelalte specii de tapir, au proboscide lungi și flexibile și cozi scurte și groase. Au câte patru degete la fiecare picior din față și câte trei degete la fiecare picior din spate. Tapirul asiatic are o vedere slabă, dar un auz și simț al mirosului excelente.

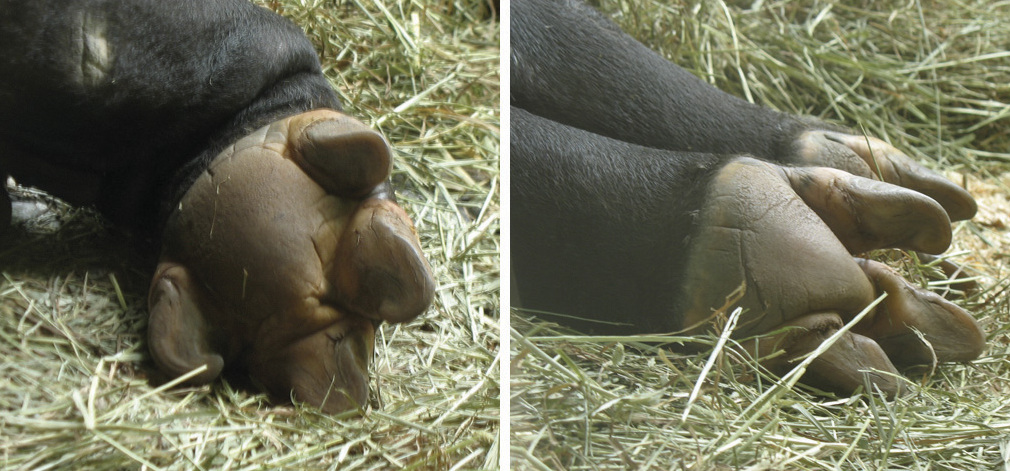
Partea inferioară ale copitelor din față (stânga) și spate (dreapta)

Ei au o creastă sagitală mare, un os de-a lungul mijlocului craniului, care este necesară pentru atașarea musculară. Ei au, de asemenea, orbite neobișnuit poziționate, un craniu cu oasele frontale ridicate și o incizie nazală retrasă. Toate aceste modificări ale craniului normal de mamifer sunt pentru a face loc trompei. Dezvoltarea trompei a dus la retragerea oaselor și cartilajelor de pe față în timpul evoluției tapirului și chiar a provocat pierderea unor cartilaje și mușchi faciali și a peretelui osos al camerei nazale.

### Vedere
Tapirii asiatici au vederea foarte slabă, ei bazându-se foarte mult pe simțurile mirosului și auzului excelente. Au ochi mici și bulbucați, cu iriși maro, pe fiecare parte a feței lor. Ochii le sunt de multe ori acoperiți de o ceață albastră, care este o nebulozitate corneană, considerată a fi cauzată de expunerea repetitivă la lumină. Nebulozitatea corneană este o boală în care corneea începe să își piardă transparența. Corneea este necesară pentru transmiterea și focalizarea luminii exterioare care intră în ochi, iar nebulozitatea poate provoca pierderea informației luminoase. Acest lucru duce la pierderea vederii în cazul tapirului asiatic, atât pe uscat, cât și în apă. De asemenea, deoarece tapirii sunt activi mai mult noaptea și pentru că au vederea slabă, le este mai greu să caute hrană și să evite prădătorii în întuneric.

### VariațiaT. i. brevetianus
De-a lungul timpului au fost observați câțiva tapiri asiatici melanistici (complet negri). În 1924, un tapir negru a fost trimis la Grădina Zoologică din Rotterdam, unde a fost clasificat drept subspecie, numită Tapirus indicus brevetianus, după descoperitorul său, Căpitanul K. Brevet. În anul 2000, doi tapiri melanistici au fost observați în timpul unui studiu al tigrilor din Rezervația Forestieră Jerangau din Malaezia. Cauza acestei variații poate fi o anomalie genetică similară cu cea a panterelor negre care apar în populațiile de leoparzi pătați sau jaguari pătați. Cu toate acestea, până când mai mulți indivizi de T. i. brevetianus vor fi studiați, explicația exactă pentru această trăsătură va rămâne necunoscută.

## Ciclu de viață

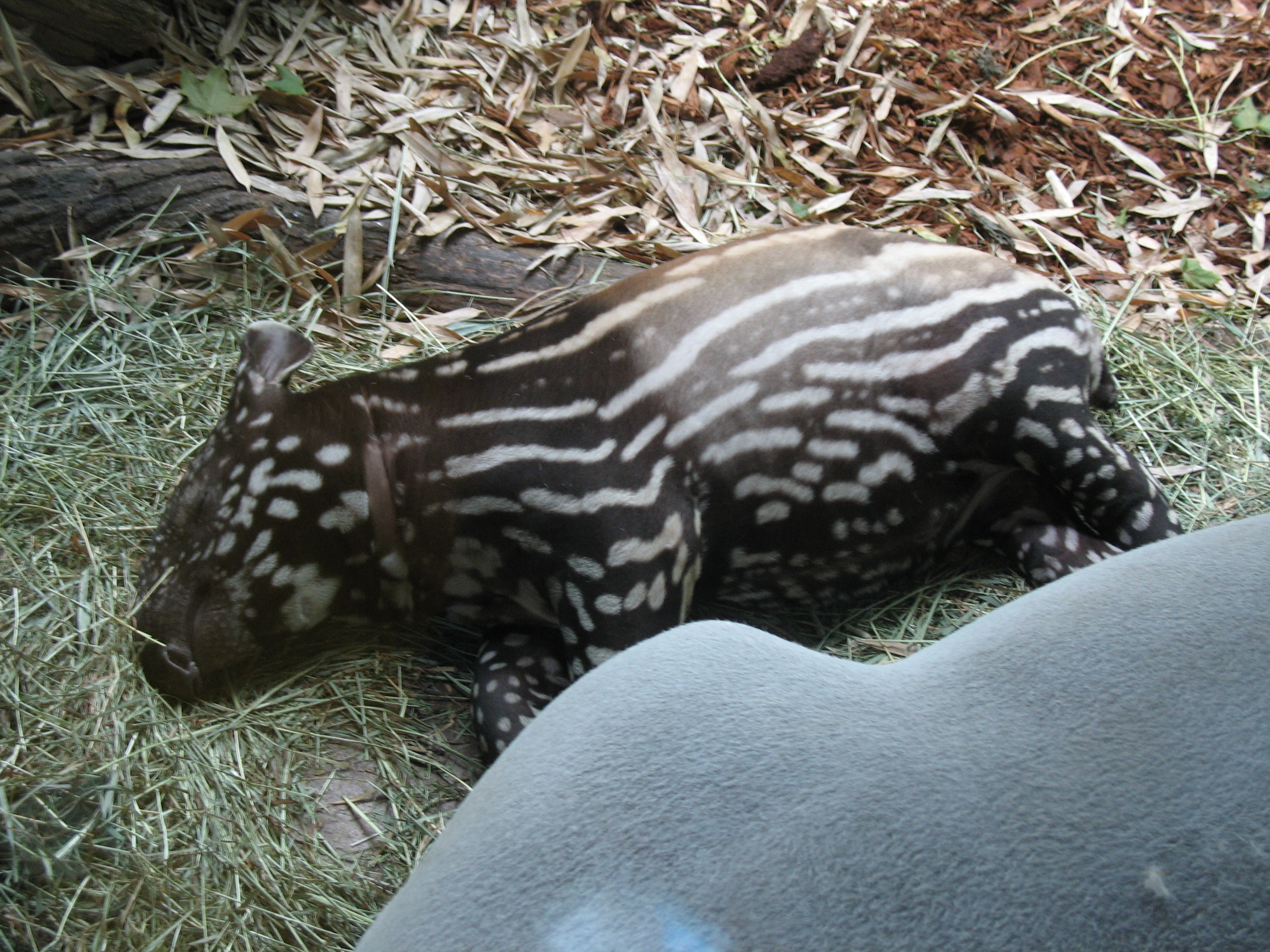
Un pui de tapir adormit, care încă are picățelele caracteristice

Perioada de gestație a tapirului asiatic este de 390–395 zile, după care este născut un singur pui, cântărind în jur de 6,5–7 kilograme. Tapirii asiatici sunt cea mai mare dintre cele cinci specii de tapir la naștere și cresc mai repede decât ceilalte. Puii de tapir din toate speciile au părul maro cu dungi și pete albe, un model care le permite să se ascundă foarte bine în petele de lumină care ajung pe litiera pădurii. Această coloratură a puilor se transformă în colorația de adult la între patru și șapte luni după naștere. Înțărcarea are loc la vârsta de între șase și opt luni, când puii sunt aproape maturi. Maturitatea sexuală este atinsă în jurul vârstei de trei ani. Reproducerea are loc de obicei în aprilie, mai sau iunie, iar femelele nasc de obicei un pui la fiecare doi ani. Tapirii asiatici pot trăi până la 30 de ani, atât în sălbăticie, cât și în captivitate.

## Comportament
Tapirii asiatici sunt în principal ființe solitare, ocupând și marcând suprafețe mari de teren drept teritoriu, chiar dacă aceste zone se suprapun de multe ori cu cele ale altor indivizi. Tapirii își marchează teritoriile prin pulverizarea de urină pe plante.

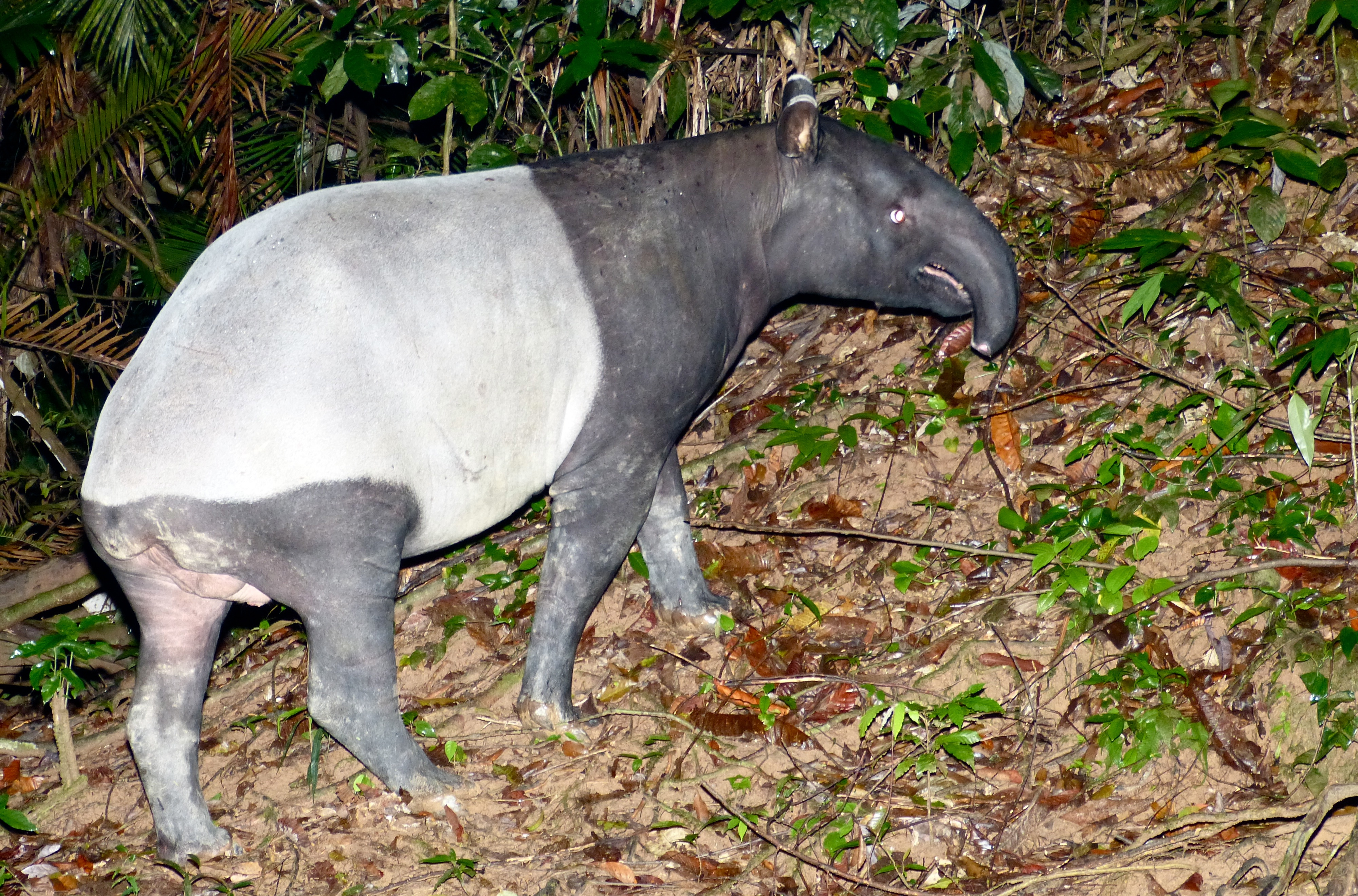
Un tapir asiatic mergând noaptea în Parcul Național Taman Negara, Pahang, Malaezia

Fiind exclusiv erbivore, aceste animale se hrănesc cu lăstarii și frunzele tinere a mai mult de 115 specii de plante (în jur de 30 sunt preferate), se deplasează încet prin pădure și se opresc de multe ori să mănânce și să analizeze mirosurile lăsate de alți tapiri. Cu toate acestea, atunci când sunt amenințați sau speriați, tapirii pot alerga rapid, în ciuda corpolenței, și se pot apăra cu fălcile puternice și dinții ascuțiți. Tapirii asiatici comunică prin sunete înalte, stridente și fluiere. Ei preferă să trăiască în apropierea apei, unde de multe ori fac baie și înoată, și sunt capabili să urce pe pante abrupte. Tapirii sunt activi în principal pe timp de noapte, deși nu sunt exclusiv nocturni. Au tendința de a se hrăni imediat după apus sau înainte de răsăritul soarelui, de multe ori dormind în miez de noapte. Acest comportament îi caracterizează drept animale crepusculare.

## Habitat și vulnerabilitate

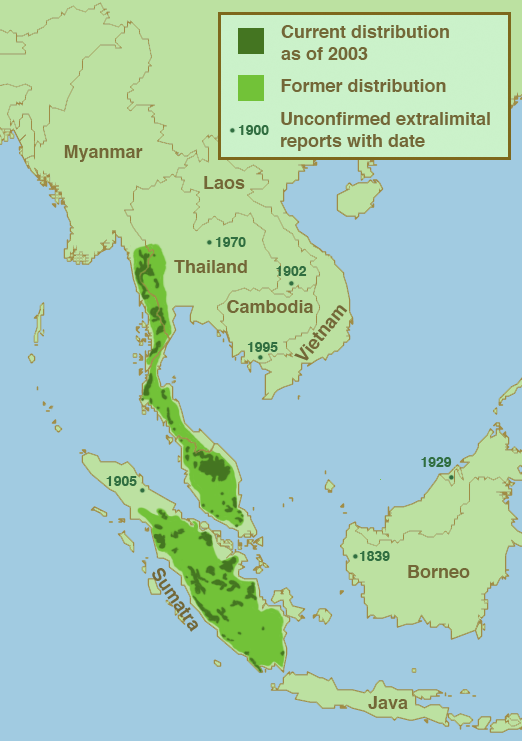
Harta răspândirii tapirului asiatic în sălbăticie, circa 2003

Tapirul asiatic putea fi cândva găsit de-a lungul pădurilor tropicale joase din Asia de Sud-Est, inclusiv Cambodgia, Indonezia, Laos, Malaezia, Myanmar (Birmania), Thailanda și Vietnam. Cu toate acestea, cifrele au scăzut în ultimii ani, iar astăzi, precum toate celelalte specii de tapiri, este în pericol de dispariție. Din cauza dimensiunii lor, tapirii au puțini dușmani naturali, încât până și tigrii sunt considerați drept prădători rari ai speciei. Principala amenințare pentru tapirul asiatic este activitatea oamenilor, precum defrișarea pădurilor în scopuri agricole, inundarea văilor pentru crearea de centrale hidroelectrice și comerțul ilegal. În Thailanda, de exemplu, capturarea și vânzarea a unui tapir tânăr poate ajunge până la 5.500 de dolari americani. În zone precum Sumatra, unde populația este predominant musulmană, tapirii sunt rar vânați pentru hrană, deoarece asemănarea fizică cu porcul a dus la interzicerea consumului, dar în unele regiuni aceștia sunt obiect al vânatorii sportive sau sunt împușcați accidental atunci când sunt confundați cu alte animale. Protecția oferită în Malaezia, Indonezia și Thailanda, care urmărește să oprească uciderea deliberată a tapirilor, a avut un efect limitat în revigorarea sau menținerea populației. În orice caz, a rămas problema majoră a pierderii habitatului.